# Volker März
Volker März (* 1957 in Mannheim) ist ein deutscher Künstler.

## Leben
März studierte von 1977 bis 1983 an der Hochschule der Künste Berlin, die seit dem 1. November 2001 Universität der Künste Berlin heißt.

## Werke
Volker März kombiniert bei seinen Werken mehrere Kunstformen, z. B. Skulptur, Installation und Performance.
Seit 1986 machte er Installationen und Performances zu Friedrich Nietzsche, Giordano Bruno, Martin Heidegger, Heinrich von Kleist, Marquis de Sade, Georges Bataille, Peter Sloterdijk, Franz Kafka, Walter Benjamin, Hans Henny Jahnn, Rolf Dieter Brinkmann, Joseph Beuys, Pina Bausch und Hannah Arendt.
Er verknüpfte die Medien Skulptur, Malerei, Fotografie, Text, Film und Musik zu raumbezogenen Inszenierungen, die zunehmend provokante politische Bezüge tragen.
Von 2005 bis 2006 war er mit der von ihm gegründeten „Guerilla Performance Gruppe Unos United“ als Teil des Kunst- und Kulturprogramms der Bundesregierung zur Fußball-Weltmeisterschaft 2006 mit türgroßen Radiergummis in Europa unterwegs und hat an historisch kontaminierten Orten auf ironische Weise die Brücke zwischen Shoa und Weltmeisterschaft geschlagen, weil bei einem solchen Turnier nur derjenige Weltmeister werden könne, der alle anderen Nationen ausradiere.
2006 kaufte die Akademie der Künste in Berlin den angeblich von März kreierten „Eichmann-Raum“ zusammen mit dem Spruch „Auschwitz ist menschlich.“. März hat dieses Werk jedoch nicht fertiggestellt.
2009 hat die Ausstellung „Kafka in Israel“ im Herzliya Museum of Contemporary Art in Israel für Aufsehen gesorgt und ist in israelischen Medien kontrovers diskutiert worden.

## Ausstellungen
- 1996: Nietzsche-Haus Naumburg
- 2000: Museum für Kommunikation Berlin
- 2003: Berliner Medizinhistorisches Museum
- 2004: Museum für Skulptur, Heilbronn
- 2005: Deutsches Hygiene-Museum, Dresden
- 2007: Kunstverein Kunsthaus Potsdam
- 2009: Mannheimer Kunstverein
- 2010: Film, animierte Malerei zu der Oper Die Vögel, Konzerthaus am Gendarmenmarkt, Chelouche Gallery, Tel Aviv, Galerie Helga Hofmann, Niederlande, Mannheimer Kunstverein, Herzliya Museum of Contemporary Art, Israel, Edwin Scharff Museum, Neu-Ulm, Galerie Tammen, Berlin, Biennale Polen, Posznan
- 2011: Chelouche Gallery, Tel Aviv, Galerie Römerapotheke, Zürich, Galerie Tammen, Berlin, Galerie Lake, Oldenburg, Manzara, Istanbul
- 2012: Israel hängt Kafka, Meinblau, Berlin, Midle East Europe, DOX, Prag, Galerie Kontrapost, Leipzig, Galerie Wagner-Marks, Frankfurt, Gallery 350, Istanbul, Galerie Lake, Oldenburg, Galerie Kit Schulte, Berlin, Bamberger Dom
- 2013: Amsterdam, You, Berlin, Galerie Tammen, Laughing Windows, Edwin Scharff Museum, Neu-Ulm, Laughing Windows, DOX, Prag, Arendt-Eichmann, ICI, Berlin, Freshfields Bruckhaus Deringer, München
- 2014: Galerie Tammen – mit Moritz Götze, Galerie Stern Wywiol, Hamburg
- 2015: Galerie Tammen – mit Jacki McInnes, Galerie Lake, Oldenburg, Galerie Römerapotheke, Zürich
- 2016: Wits Arts Museum, Johannesburg, Kunstverein Lemgo, Galerie Ilayda, Istanbul
- 2017: Galerie Stern Wywiol, Hamburg
- 2017 Its time to paint flowers again // Gallery Ilayda Istanbul
- 2017 vom baum der Erkenntnis // Galerie Stern Wywiol, Hamburg
- 2018 Der Affe fällt nicht weit vom Stamm // Georg Kolbe Museum, Berlin
- 2018 Horizontalist // Gerhard-Marcks-Haus, Bremen
- 2018 Ersatzmensch // Galerie Bernheimer
- 2019 Affe Maria DNA // Galerie Berlin
- 2019 DIE HAUT AB // Galerie Tammen Berlin
- 2020 Ich bin ein Stern und suche Liebe // Stern-Wywiol Galerie, Hamburg
- 2020 Die Heilige Haut ab // Kunststation Kleinsassen

## Ausstellungsbeteiligungen
- „Tod und Leben“, Obere Galerie, Haus am Lützowplatz, Kunstamt Tiergarten, Berlin, mit Waldemar Grzimek, Karl Hofer, Käthe Kollwitz, Alfred Kubin, Heinrich Richter-Berlin, Georges Rouault, Carola Dewor, Galli, Franz Gutmann, Manfred Henkel, Lizzie Hosaeus, Claus Korch, Ingo Kühl, Sigrun Paulsen, Günter Scharein, Erika Schewski-Rühling, Ludmila Seefried-Matějková, Renée Strecker und Anderen, 1986
- „Schrift, Bilder, Denken“, Haus am Waldsee, Berlin, mit Gerhard Richter, Joseph Beuys, Timm Ulrichs und Anderen, 2005
- Herzliya Museum of Contemporary Art, Herzlia, Israel, mit Steve McQueen, 2010
- Freshfields Bruckhaus Deringer, München, mit Ólafur Elíasson, 2013